# Jamaica nos Jogos Parapan-Americanos de 2011
A Jamaica participou dos Jogos Parapan-Americanos de 2011, em Guadalajara, no Mexico. O país enviou 6 atletas para a competição, sendo 5 homens e 1 mulher, todos para as disputas de atletismo..

## Atletismo
A Jamaica enviou seis atletas masculinos para as competições de atletismo, conquistou um total de 5 medalhas.

## Medalhas conquistadas

### Classificação do país
| Ordem | País        | Medalha de ouro | Medalha de prata | Medalha de bronze | Total |
| ----- | ----------- | --------------- | ---------------- | ----------------- | ----- |
| 8     | CAN Canadá  | 0               | 1                | 1                 | 2     |
| 9     | JAM Jamaica | 1               | 4                | 0                 | 5     |
| 10    | CHI Chile   | 0               | 0                | 1                 | 1     |

### Conquistas individuais
| Evento    | Atleta              | Classe                               | Medalha |
| --------- | ------------------- | ------------------------------------ | ------- |
| Atletismo | Alphanso Cunningham | Lançamento de disco masculino F51/53 | Ouro    |
| Atletismo | Shane Hudson        | 400m masculino - T46                 | Prata   |
| Atletismo | Tanto CAMPBELL      | Lançamento de disco masculino F54/56 | Prata   |
| Atletismo | Alphanso Cunningham | Lançamento de vara mesculino F52/53  | Prata   |
| Atletismo | Sylvia Grant        | Lançamento de vara feminino F54/58   | Prata   |